# Appendicospora
Appendicospora — рід грибів. Назва вперше опублікована 1995 року.

## Класифікація
До роду Appendicospora відносять 2 види:
- Appendicospora coryphae
- Appendicospora hongkongensis